# Новиков Борис Ілліч
Борис Ілліч Новиков (19 листопада 1909, Москва, Російська імперія — 29 серпня 1989, Москва, СРСР) — радянський тенісист, шестиразовий чемпіон СРСР в одиночному розряді (1935—1939, 1948), 17-кратний чемпіон Москви (в різних розрядах), заслужений майстер спорту СРСР (1938), заслужений тренер РРФСР (1963).

## Біографія
Борис Новиков народився 19 листопада 1909 року в Москві. Його батько — Ілля Васильович Новиков (1880—1945) — був одним з перших виробників тенісних ракеток в Росії. Він же долучив до тенісу Бориса, який починав грати в 1923 році на кортах товариства «Динамо», розташованих на вулиці Петрівка, 26.
Борис Новиков сім разів виступав у фіналах чемпіонату СРСР з тенісу, програвши лише один раз і, таким чином, ставши шестиразовим чемпіоном СРСР (1935—1939, 1948). Крім цього, разом з Петром Чистовим він один раз виступав у фіналі чемпіонату СРСР в парному розряді.
Сім разів (в 1935—1939, 1943 і 1948 роках) Борис Новиков очолював список найсильніших тенісистів СРСР. У 1938 році йому було присвоєно звання заслуженого майстра спорту СРСР.
Борис Новиков був тренером багатьох відомих радянських тенісистів, в тому числі В'ячеслава Єгорова, Маргарити Ємельянової, Миколи Озерова, Лариси Преображенської і Надії Славінської-Белоненко.
Борис Новиков помер 29 серпня 1989 року в Москві. Похований на Введенському кладовищі (ділянка № 27.
У 2005 році Борис Новиков був включений до Зали російської тенісної слави.

## Виступи на турнірах

### Фінали чемпіонату СРСР

#### Одиночний розряд: 7 фіналів (6 перемог— 1 поразка)
| Результат | №  | Рік  | Турнір         | Суперник            | Рахунок                 |
| перемога  | 1. | 1935 | Чемпіонат СРСР | Едуард Негребецький | 6-2, 6-3, 5-7, 6-2      |
| перемога  | 2. | 1936 | Чемпіонат СРСР | Євген Кудрявцев     | 6-2, 6-3, 6-1           |
| перемога  | 3. | 1937 | Чемпіонат СРСР | Едуард Негребецький | 6-1, 6-3, 0-6, 4-6, 6-0 |
| перемога  | 4. | 1938 | Чемпіонат СРСР | Едуард Негребецький | 6-3, 8-6, 6-1           |
| перемога  | 5. | 1939 | Чемпіонат СРСР | Едуард Негребецький | 6-8, 6-1, 3-6, 6-3, 6-3 |
| поразка   | 1. | 1940 | Чемпіонат СРСР | Юзеф Гебда          | 2-6, 2-6, 1-6           |
| перемога  | 6. | 1948 | Чемпіонат СРСР | Зденек Зікмунд      | 4-6, 6-2, 1-6, 6-4, 6-1 |

#### Парний розряд: 1 фінал (1 поразка)
| Результат | №  | Рік  | Турнір         | Партнер      | Суперники                           | Рахунок             |
| поразка   | 1. | 1937 | Чемпіонат СРСР | Петро Чистов | Євген Кудрявцев Едуард Негребецький | 8-10, 0-6, 6-4, 4-6 |